# Sanddornfruchtfliege
Die Sanddornfruchtfliege (Rhagoletis batava) ist eine Art aus der Familie der Bohrfliegen. Unter den neun in Europa vorkommenden Arten der Gattung Rhagoletis ist es die einzige an Sanddorn lebende Art.

## Beschreibung und Merkmale
Die Fliegen erreichen eine Körperlänge von ca. 5 bis 5,5 Millimeter. Der Kopf einschließlich der Fühler und Mundwerkzeuge ist rotgelb gefärbt mit einem schwarzen Fleck zwischen den Ocellen und einer schwarzen Zeichnung am Hinterkopf. Der Rumpf ist überwiegend glänzend schwarz, er trägt oben auf dem Mesonotum vier gegeneinander abgesetzte, durch helle Bestäubung grau aussehende Längsstreifen. Das Schildchen (Scutellum) ist abstechend hell gelb, nur das basale Drittel schwarz. Der Hinterleib ist schwarz, schwach hell bestäubt, mit undeutlich schmal gelb gefärbten Tergithinterrändern. Die Beine sind überwiegend gelb gefärbt, der Femur der Vorderbeine trägt einen schwarzen Längsstrich, die Femora der Mittel- und Hinterbeine sind überwiegend schwarz mit gelber Spitze. Die Flügel sind überwiegend glasklar (hyalin) mit vier auffallenden, dunkeln Längsbinden, von denen die beiden äußeren vorn v-förmig miteinander verbunden sind. Die vorderste (apikale) Binde ist dabei von der Flügelrandader (Costa) im Spitzenteil durch eine deutliche, hyaline Zone getrennt.  Von der Kirschfruchtfliege (Rhagoletis cerasi) ist die Art leicht durch das Fehlen des schwarzen Längsflecks am Flügelvorderrand zwischen dem zweiten und dritten Flügelstreifen (des diskalen und präapikalen Bands) zu unterscheiden. Die aus Nordamerika neu nach Europa eingeschleppte Rhagoletis indifferens besitzt eine gegabelte apikale Binde.

## Verbreitung
Die Art ist von der Insel Terschelling, Niederlande, erstbeschrieben worden. Sie tritt an Sanddorn von hier östlich bis Sibirien auf, fehlt aber zum Beispiel in Großbritannien. Ökonomische Schäden im Sanddornanbau wurden früher nur in Russland, und Belarus gemeldet. Die Art scheint sich zurzeit auszubreiten. So wurde sie 2011 erstmals in Litauen gefunden.
Seit 2013 tritt die Art auch in Deutschland in Sanddornkulturen als Schädling auf. Im Jahr 2013 wurde sie fast gleichzeitig in Gülzow, Mecklenburg und in einem Sanddornschlag in Werder (Havel) (Brandenburg) nachgewiesen. Da die meist allein nachweisbaren Larven nicht bis zur Art bestimmbar sind, erfolgte der Artnachweis genetisch über DNA-Barcoding. Später wurde nachgewiesen, dass die Art hier schon früher vorgekommen war, aber unbemerkt geblieben ist, weil sie zunächst kaum Schäden verursachte. Sie tritt genauso auch an Wildvorkommen der Art auf.

## Biologie und Lebensweise
Die Sanddornfruchtfliege bohrt die unreifen Sanddornfrüchte an und legt ihre Eier darin ab. Nach dem Madenfraß vertrocknen die Früchte. Die Puppen überwintern im Boden. Die Hauptflugzeit der Art liegt in der zweiten Juni- und der ersten Julihälfte. Die im Boden überwinternden Puppen schlüpfen im Juni, anschließend legen die Weibchen mit ihrem Legestachel Eier an den Sanddornfrüchten ab, aus denen nach kurzer Zeit Larven schlüpfen.

## Ökonomische Bedeutung
Bis zum Auftreten der Art waren in den deutschen Sanddornkulturen, die etwa 671 Hektar Anbaufläche in Brandenburg, Sachsen-Anhalt und Mecklenburg-Vorpommern umfassen, keine nennenswerten Schäden durch Schädlinge bekannt, die Kulturen kamen fast ohne Pflanzenschutzmittel aus. Seit 2013 werden erhebliche Ernteschäden gemeldet. Eine Bekämpfung mit Insektiziden wie dem Neonicotinoid Acetamiprid ist möglich, allerdings wird Sanddorn bisher zu über 90 Prozent im Ökolandbau angebaut.